# Vyacheslav Alekseev
Vyacheslav Alekseev (del ruso: Вячеслав Васильевич Алексеев) (Oriol, 1940 - Oriol, 29 de julio de 2014) fue un futbolista ruso que jugaba en la demarcación de portero.

## Biografía
Debutó como futbolista en 1960 con el FC Oriol de Rusia. Jugó con el club hasta 1966, año en el que se fue a Moldavia para jugar en el FC Zimbru Chișinău, donde jugó tres partidos y encajó tres goles. Tras volver a la portería del FC Oriol en 1967, jugó durante tres años más en el club, hasta que finalmente se retirase como futbolista en 1970. 
Falleció el 29 de julio de 2014 en Oriol a los 74 años de edad.

## Clubes
| Club               | País            | Año         |
| ------------------ | --------------- | ----------- |
| FC Oriol           | RSFS de Rusia   | 1960 - 1966 |
| FC Zimbru Chișinău | RSS de Moldavia | 1966 - 1967 |
| FC Oriol           | RSFS de Rusia   | 1967 - 1970 |